# Loch Carron
Pour les articles homonymes, voir Carron.

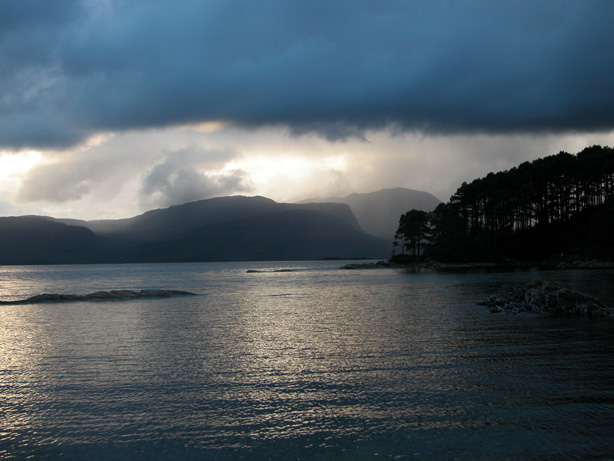
La péninsule d'Applecross vue depuis le loch.

Le loch Carron (loch Carrann en gaélique écossais) est un loch de mer de la côte ouest de l'Écosse, dans le district de Ross and Cromarty (Highlands). 

## Géographie
Dans le loch Carron s'abouche l'estuaire de la rivière Carron, qui se jette dans la mer des Hébrides.
La profondeur du loch est très variable, oscillant entre moins de 20 mètres, dans les endroits peu profonds, et plus de 100 mètres à la périphérie. Les courants sont généralement faibles, en dehors des marées où ils peuvent atteindre 3 nœuds dans les passes étroites et peu profondes.
La ville de Plockton est située sur la rive est du loch. D'autres villages sont établis sur les rives du loch ; les principaux sont Lochcarron et Stromeferry.

## Culture et histoire

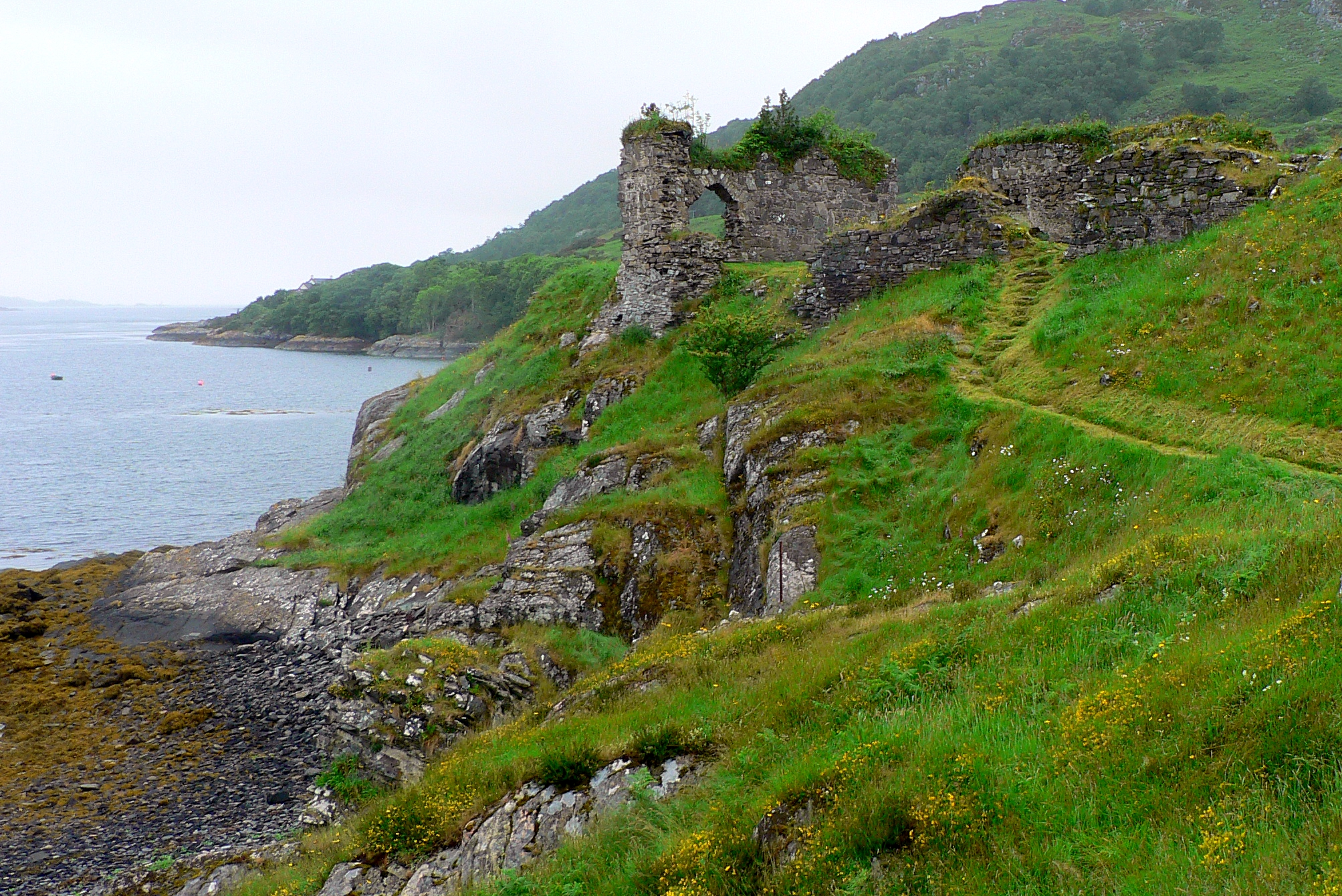
Le château de Strome sur les rives du loch Carron.

Chaque année, au mois de juillet, des Highland Games sont organisés au village de Lochcarron.
Le château de Strome, au Sròm Mòr, aujourd'hui en ruines, a été bâti au XVe siècle. Après avoir changé de mains de nombreuses fois, le roi Jacques V d'Écosse le donna aux MacDonald de Glengarry en 1539. Le château passa ensuite aux MacKenzie de Kintail en 1602.

## Écosystème
De nombreuses colonies de phoques sont établies sur les îles parsemant le loch.
Les colonies de Dahlia de mer (Urticina felina) font du loch Carron un site de plongée sous-marine renommé.